# Palaechthona hypoleuca
Palaechthona hypoleuca är en fjärilsart som beskrevs av Paul Dognin 1914. Palaechthona hypoleuca ingår i släktet Palaechthona och familjen nattflyn. Inga underarter finns listade i Catalogue of Life.